# Pneumodesmus newmani
Genre
Espèce
Pneumodesmus newmani est une espèce éteinte de diplopodes qui vivait il y a 428 Ma vers le milieu du Silurien. 

## Découverte
Mike Newman, chauffeur de bus à Aberdeen et chasseur de fossiles amateur, découvre l'unique spécimen en 2004 dans une couche de grès sur la plage de Cowie, près de Stonehaven en Écosse. Il l'apporte aux paléontologues du musée national d'Écosse qui le baptise Pneumodesmus newmani, lui donnant le nom générique Pneumodesmus (du grec pneumato, « air » et desmus, « bande », suffixe fréquemment donné aux espèces de Diplopodes, groupe des « mille-pattes ») et l'épithète spécifique newmani en l’honneur de son découvreur.

## Description
Le fossile montre un corps segmenté à métamérie hétéronome, d'un centimètre de longueur, pourvu de nombreuses pattes fines et longues, avec au-dessus de l'insertion de chaque patte, des ouvertures au niveau de la cuticule, interprétées comme étant des spiracles.

## Importance évolutive
Cet ancêtre des mille-pattes marque une étape importante de la conquête du milieu terrestre par les Arthropodes puisqu'il est le plus ancien animal terrestre découvert à présenter une respiration typiquement aérienne.